# ويليام إي. ميتزجر جونيور
ويليام إي. ميتزجر جونيور (بالإنجليزية: William E. Metzger, Jr.)‏ هو عسكري أمريكي، ولد في 9 فبراير 1922 في ليما في الولايات المتحدة، وتوفي في 9 نوفمبر 1944.